# Ommatius pumilus
Ommatius pumilus är en tvåvingeart som beskrevs av Macquart 1847. Ommatius pumilus ingår i släktet Ommatius och familjen rovflugor. Inga underarter finns listade i Catalogue of Life.